# Goeram Gabeskiria
Goeram Gabeskiria (Georgisch: გურამ გაბესკირია) (Soechoemi, 2 maart 1947 – aldaar, 27 september 1993) was een voetballer en politicus in de Georgische autonome republiek Abchazië. Hij werd tijdens de val van Soechoemi in 1993 vermoord, toen hij de burgemeester van deze stad was. In 2017 werd hij postuum tot Nationale Held van Georgië verklaard.

## Biografie
Goeram Gabeskiria werd in 1947 in Soechoemi geboren, op dat moment de hoofdstad van de Abchazische Autonome Socialistische Sovjetrepubliek van de Georgische sovjetrepubiek van de Sovjet-Unie. Hij studeerde af aan de Faculteit Geschiedenis van de Staatsuniversiteit Maxim Gorky.

### Voetbalcarrière
In de tweede helft van de jaren zestig van de twintigste eeuw begon Gabeskiria aan een voetbalcarrière. Hij speelde bij verschillende clubs in de Sovjet-Unie, maar speelde het meeste bij de club in zijn thuisstad, Dinamo Soechoemi. In 1972 werd Gabeskiria scheidsrechter op 'republikeins niveau', de competitie binnen de Georgische sovjetrepubliek, en vanaf 1981 op unie-niveau, de gehele Sovjet-Unie. Hij floot daarbij voornamelijk de Pervaja Liga, het hoogste niveau van de Sovjet-Unie, maar ook de bekerwedstrijden.
Na zijn spelerscarrière werkte hij bij de visfabriek van Soechoemi, waar hij directeur was. In de winter van 1990 richtte Gabeskiria de club Tschoemi Sochoemi op, waar hij tevens de voorzitter van werd. De club was een afsplitsing van Dinamo Soechoemi, toen een deel van Dinamo weigerde over te stappen van de Sovjet-competitie naar de Georgische nationale competitie.
Opkomend Georgisch en Abchazisch nationalisme en onafhankelijkheidsaspiraties van beide volken waren de achtergrond van dit schisma, dat gezien moet worden binnen de context van zowel het uiteenvallen van de Sovjet-Unie als het Georgisch-Abchazisch conflict, dat in 1989 begon. Tschoemi draaide onder voorzitterschap van Gabeskiria mee in de hoogste Georgische klasse en werd in seizoen 1991-1992 tweede. Gabeskiria werd daarnaast lid van het presidium van de Georgische voetbalbond.

### Politieke carrière

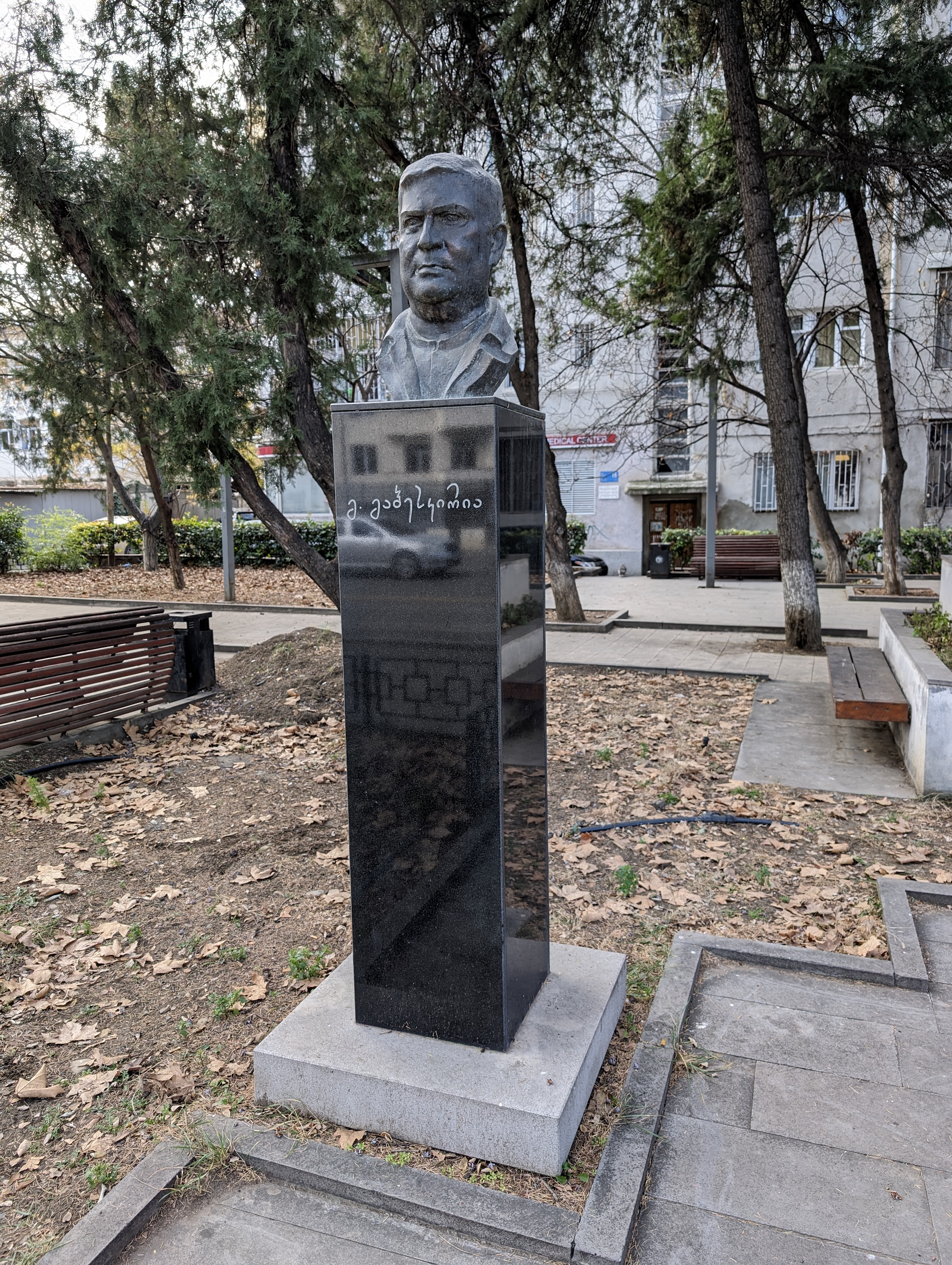
Buste van Goeram Gabeskiria in Tbilisi.

In 1991 nam Gabeskiria deel aan de verkiezingen voor de Hoge Raad, het parlement, van de Abchazische autonome republiek. De verkiezingen in zijn district werden meermaals geannuleerd en in 1992 maakte de uitbraak van de  oorlog in Abchazië deze onmogelijk. In dat jaar werd Gabeskiria burgemeester van Soechoemi en in 1993 lid van de Raad van Ministers en de Defensieraad van de pro-Georgische autonome republiek Abchazië.
Gabeskiria weigerde tijdens de val van Soechoemi op 27 september 1993 samen met vertegenwoordigers van de regering van de autonome republiek Abchazië de belegerde stad te verlaten. Alle leden van de regering, inclusief Gabeskiria, en andere werknemers werden in het regeringsgebouw gevangengenomen door Abchazische separatistische milities en werden op de weg tussen Soechoemi en Goedaoeta doodgeschoten.
Zijn stoffelijk overschot werd in oktober 2017 tezamen met 24 anderen na bemiddeling door het Rode Kruis vanuit het sindsdien feitelijk afgescheiden Abchazië naar Tbilisi overgebracht, waar het lichaam herbegraven werd. Enkele weken eerder werd Gabeskiria op 27 september 2017, de herinneringsdag van de val van Sochoemi, de titel Nationale Held van Georgië toegekend. Enkele jaren later werd een monument ter ere van Gabeskiria in Tbilisi geplaatst.